# Dragon Ball Z: Bardock – The Father of Goku
Dragon Ball Z: Bardock – O Pai de Goku, é o primeiro especial de televisão da série de anime Dragon Ball Z que é baseado no mangá Dragon Ball de Akira Toriyama. Foi transmitido pela Fuji Television em 17 de outubro de 1990, entre os episódios 63 e 64. Servindo como uma prequência para toda a série, o especial se passa doze anos antes dos eventos de Dragon Ball, e descreve os últimos dias do planeta Saiyajin Vegeta antes de sua destruição nas mãos do Freeza, contando da perspectiva do pai biológico do Goku, o Bardock, que tenta evitar que isso aconteça e salvar sua raça do genocídio.
O especial inspirou uma sequência do mangá chamado Dragon Ball: Episode of Bardock, que seria publicado em 2011 e adaptado para um curta-metragem no final daquele ano.

## Enredo
Bardock, um soldado Saiyajin de baixo nível e sua tripulação estão em uma missão para massacrar os habitantes do Planeta Kanassa. Eles conseguem fazer isso usando a lua cheia do planeta para se transformarem em Macacos Gigantes (Oozarus). Na manhã seguinte, Bardock e sua tripulação descansam e celebram sua vitória até que um guerreiro Kanassan sobrevivente o pega desprevenido e decide dar a ele o "presente" de ver o futuro como sua maneira de vingar seu povo, antes de ser morto por Bardock, que posteriormente desmaia. Bardock retorna ao Planeta Vegeta para se curar e visita seu filho pequeno, Kakarotto, que está sendo preparado para ser enviado à Terra a fim de exterminar toda a vida lá. Bardock começa a ter visões do Kakarotto lutando contra inimigos futuros, bem como a destruição do Planeta Vegeta nas mãos de Freeza, o imperador do Universo e supervisor dos Saiyajins. Bardock descarta as visões e vai se juntar à sua equipe no Planeta Meat, apenas para descobrir a maioria deles mortos, e seu melhor amigo Toma mortalmente ferido. Antes de sucumbir aos ferimentos, Toma revela que o esquadrão de Bardock foi traído e morto pelo capanga de Freeza, Dodoria, e seus soldados de elite, e que Freeza ordenou o ataque à tripulação devido a ele ter se tornado paranóico sobre o crescente poder dos Saiyajins. Horrorizado e enfurecido pelas últimas palavras de seu amigo caído, ele então luta contra os soldados de Dodoria e derrota todos eles, apenas para ser facilmnte dominado por uma única explosão de boca de Dodoria. Ele fica gravemente ferido, mas consegue retornar ao Planeta Vegeta.
Agora percebendo que Freeza pretende destruir toda a raça Saiyajin, Bardock tenta convencer os outros Saiyajins do perigo que todos eles correm, mas suas alegações são ridicularizadas e ignoradas. Bardock então começa um ataque final de um homem só contra Freeza e seus homens. Depois de lutar contra os soldados de Freeza, Bardock envia uma grande explosão de energia no próprio tirano. No entanto, Freeza contra-ataca lançando seu mortal ataque Supernova que consome Bardock e muitos de seus próprios soldados, e destrói o Planeta Vegeta. Enquanto ele perece, Bardock tem uma visão final do futuro: Kakarotto enfrentando Freeza. Assegurado de que o Kakarotto será o único a derrotar Freeza, Bardock sorri enquanto ele junto com o Planeta Vegeta são engolfados pela bomba de energia. Após sua morte, Bardock telepaticamente deseja que Kakarotto cumpra sua vontade e vingue seu povo e seu planeta natal, também afirmando seu único arrependimento de não segurar seu filho quando ele ainda teve a chance. No mesmo momento, Kakarotto, que está voando em direção à Terra em sua cápsula espacial, acorda. Em outro lugar, tendo acabado de completar uma tarefa em um mundo distante, Vegeta, o Príncipe Saiyajin, é informado por seu colega Nappa sobre a destruição de seu planeta natal, e que Freeza afirma que o planeta foi destruído por um meteoro, mas Vegeta é aparentemente indiferente. Logo depois, a cápsula espacial de Kakarotto pousa na Terra, onde ele é encontrado por um homem idoso, Gohan, e ri alegremente nos braços do velho. Gohan então decide adotar o garoto como seu próprio neto, e lhe dá um novo nome - Goku.
Durante os créditos finais, as batalhas de Goku contra o Exército da Red Ribbon, Tenshinhan, Piccolo Daimaoh, Piccolo, Nappa e Vegeta são mostradas, culminando com uma imagem de Goku prestes a lutar contra Freeza, com os espíritos de Bardock e sua equipe assistindo.

## Elenco
| Personagens                | Atores                                                               | Atores                                     | Atores                      |
| Personagens                | Japonês                                                              | Português do Brasil                        | Português do Brasil         |
| Personagens                | Japonês                                                              | Parisi Video                               | Álamo                       |
| -------------------------- | -------------------------------------------------------------------- | ------------------------------------------ | --------------------------- |
| Bardock                    | Masako Nosawa                                                        | Wellington Lima                            | Wellington Lima             |
| Goku/Kakarotto (Bebê)      | Masako Nosawa                                                        | Rita Almeida                               | Rita Almeida                |
| Goku/Kakarotto (Adulto)    | Masako Nosawa                                                        | Wellington Lima                            | Wendel Bezerra              |
| Toma                       | Kazuyuki Sogabe                                                      | José Parisi Jr.                            | Alexandre Marconato         |
| Seripa                     | Yūko Mita                                                            | Rodrigo Andreatto                          | Tatiane Keplmair            |
| Toteppo                    | Kōzō Shioya                                                          | José Parisi Jr.                            |                             |
| Pambukin                   | Takeshi Watabe                                                       | Ivo Roberto                                | Ivo Roberto                 |
| Freeza                     | Ryūsei Nakao                                                         | Carlos Campanile                           | Carlos Campanile            |
| Dodoria                    | Yukitoshi Hori                                                       | Jonas Mello                                | Gilberto Baroli             |
| Zarbon                     | Shō Hayami                                                           | Affonso Amajones                           | Affonso Amajones            |
| Vegeta (Criança)           | Ryō Horikawa                                                         | Rodrigo Andreatto                          | Yuri Chesman                |
| Vegeta (Adulto)            | Ryō Horikawa                                                         | Rodrigo Andreatto                          | Alfredo Rollo               |
| Nappa                      | Shōzō Iizuka                                                         | Alfredo Rollo Bruno Rocha (final do filme) | Guilherme Lopes             |
| Toolo                      | Banjō Ginga                                                          | Carlos Campanile                           | Ricardo Sawaya              |
| Líder do Bando dos Chifres | Kenji Utsumi                                                         | Alfredo Rollo                              | Fábio Moura                 |
| Planthorr                  | Jōji Yanami                                                          | Aldo César                                 | Antônio Moreno              |
| Malaka                     | Kōzō Shioya                                                          | Luiz Laffey                                | Carlos Silveira             |
| Outros Saiyajins           | Hirohiko Kakegawa Yuji Machi Chie Sato Shinobu Satouchi Michio Nakao |                                            |                             |
| Soldados do Freeza         |                                                                      | Marcos Hailer Cláudio Satiro               | Celso Alves César Marchetti |
| Avô Gohan                  | Kinpei Azusa                                                         | Renato Marcio                              | José Soares                 |

### Narração e Texto Adicional
|              | Japonês     | Português do Brasil | Português do Brasil |
| Parisi Video | Japonês     | Álamo               |                     |
| ------------ | ----------- | ------------------- | ------------------- |
| Narrador     | Jōji Yanami | Daoiz Cabezudo      | Daoiz Cabezudo      |

### Vozes Adicionais

#### Parisi Video
- Emerson Caperbat
- Ivo Roberto
- Luiz Laffey
- Marcos Hailer

#### Álamo
- Márcio Marconato
- Mauro Castro
- Paulo Celestino
- Ricardo Sawaya
- Sérgio Corcetti
- Walter Cruz

## Processo de Dublagem
Dublado originalmente para VHS e DVD pela Parisi Video com a direção de José Parisi Jr., algum tempo depois, para reprises na televisão paga através do Cartoon Network, o especial foi redublado na Álamo.

## Música
- OP (Tema de abertura)
  - "CHA-LA HEAD-CHA-LA"
    - Letras de Yukinojō Mori
    - Música de Chiho Kiyooka
    - Organizado por Kenji Yamamoto
    - Interpretado por Hironobu Kageyama
- IN (Inserir música):
  - "Solid State Scouter" (ソリッドステート・スカウター, Soriddosuteto Sukauta)
    - Música e arranjo: Fuminori Iwazaki [ja]
    - Voz: TOKIO
    - Instrumentação: Dragon Magic Orchestra
- ED (Tema de encerramento):
  - Hikari no Tabi (光の旅, "Journey of Light")
    - Letras de Dai Sato
    - Música de Chiho Kiyooka
    - Organizado por Kenji Yamamoto
    - Interpretado por Hironobu Kageyama e KUKO (Waffle)

A música "Solid State Scouter" do Dragon Magic Orchestra é uma homenagem à banda japonesa de synthpop Yellow Magic Orchestra, especificamente ao seu álbum de 1979 Solid State Survivor.

### Trilha sonora dublada de Funimation
As seguintes músicas estavam presentes na dublagem da Funimation de Bardock – O Pai de Goku: As peças restantes da música de fundo foram compostas por Mark Akin, Andy Baylor e Dale D. Kelly.
1. Saliva – "Superstar"
2. Caviar – "The Good Times Are Over"
3. Sum 41 – "Makes No Difference"
4. American Hi-Fi – "A Bigger Mood"

No entanto, nos conjuntos de DVD/Blu-ray Double Feature, há uma faixa de áudio alternativa contendo a dublagem em inglês com música de fundo japonesa original de Shunsuke Kikuchi.

## Recepção

### Resposta crítica
Chris Beveridge do Mania.com diz que "Bardock sendo explorado um pouco mais é definitivamente positivo, e certamente poderia carregar um arco ele mesmo, se não mais, nos dando a visão Saiyajin das coisas pré-Freeza e através da parte inicial dela."

### Bilheteria
Em 3 e 5 de novembro de 2018, teve um lançamento teatral limitado conjunto com um filme Dragon Ball Z: O Renascimento da Fusão!! Goku e Vegeta (1995), intitulado Dragon Ball Z: Saiyan Double Feature, pela Fathom Events nos Estados Unidos devido ao próximo lançamento de Dragon Ball Super: Broly (2018). De acordo com o Box Office Mojo, em 7 de novembro, o Saiyan Double Feature arrecadou uma receita de $ 540.707.

## Lançamentos
Foi lançado em VHS na América do Norte em 21 de novembro de 2000 e no Brasil em 2000 foi dublado pela Parisi Video, e depois foi lançado em DVD na América do Norte em janeiro de 2001 e no Brasil em 2000 foi dublado pela Parisi Video. Mais tarde, eles lançaram o filme formato duplo com um primeiro especial e Gohan e Trunks - Guerreiros do Futuro com formato widescreen remasterizado digitalmente em DVD em 19 de fevereiro de 2008, depois em Blu-ray lançado em 15 de julho de 2008. O primeiro especial foi relançado em DVD em 15 de setembro de 2009, em uma edição de disco único widescreen remasterizada. O especial Dragon Ball Z: Bardock – The Father of Goku foi redublado pela Álamo para reprises na televisão paga foi relançado no Brasil em 2008. O estúdio Álamo foi um dos mais importantes da história da dublagem brasileira.

## Fatos e curiosidades
- Por razões desconhecidas, a personagem feminina de Seripa foi dublada por Rodrigo Andreatto na dublagem do Parisi Video. Esse detalhe foi corrigido no redublagem do Álamo, com a personagem sendo interpretada por Tatiane Keplmair.
- Na dublagem do Parisi Video, ocorre a única situação em que, por muito tempo, Wendel Bezerra não interpretou Goku, tendo o personagem sido feito por Wellington Lima, como uma dobra de Bardock. Na redublagem da Álamo, Wendel interpretou Goku normalmente.
- Na primeira dublagem, Rodrigo Andreatto que já tinha feito o Vegeta quando criança no anime, acabou fazendo o personagem em ambas as idades, um fato curioso quando levado em consideração que Alfredo Rollo participou dessa dublagem fazendo o Nappa e soldados de Freeza.
- Na dublagem da Parisi Video, o nome do planeta Vegeta é pronunciado como planeta Belīta, não tendo uma adaptação própria do japonês para o português.